# مارجوري هيل ألي
مارجوري هيل ألي (بالإنجليزية: Marjorie Hill Allee)‏ (2 يونيو 1890 - 30 أبريل 1945)؛ كاتِبة مُتخصِّصة في أدب الأطفال وروائية أمريكية.